# Joe Eldridge
Pour les articles homonymes, voir Eldridge.
Joe Eldridge, né le 16 juin 1982, est un coureur cycliste américain, ancien membre de l'équipe Novo Nordisk de 2008 à 2014. 

## Palmarès
- 2009
  - Ride To Live Road Race